# 2026年冬季奥林匹克运动会中国香港代表团
2026年冬季奧林匹克運動會中國香港代表團是中華人民共和國香港特別行政區所派出的第25届冬季奥林匹克运动会代表團。這是香港隊第七次派出運動員參加冬季奧運。

## 高山滑雪
香港已有一男取得高山滑雪參賽資格。